# Luisa María Lara

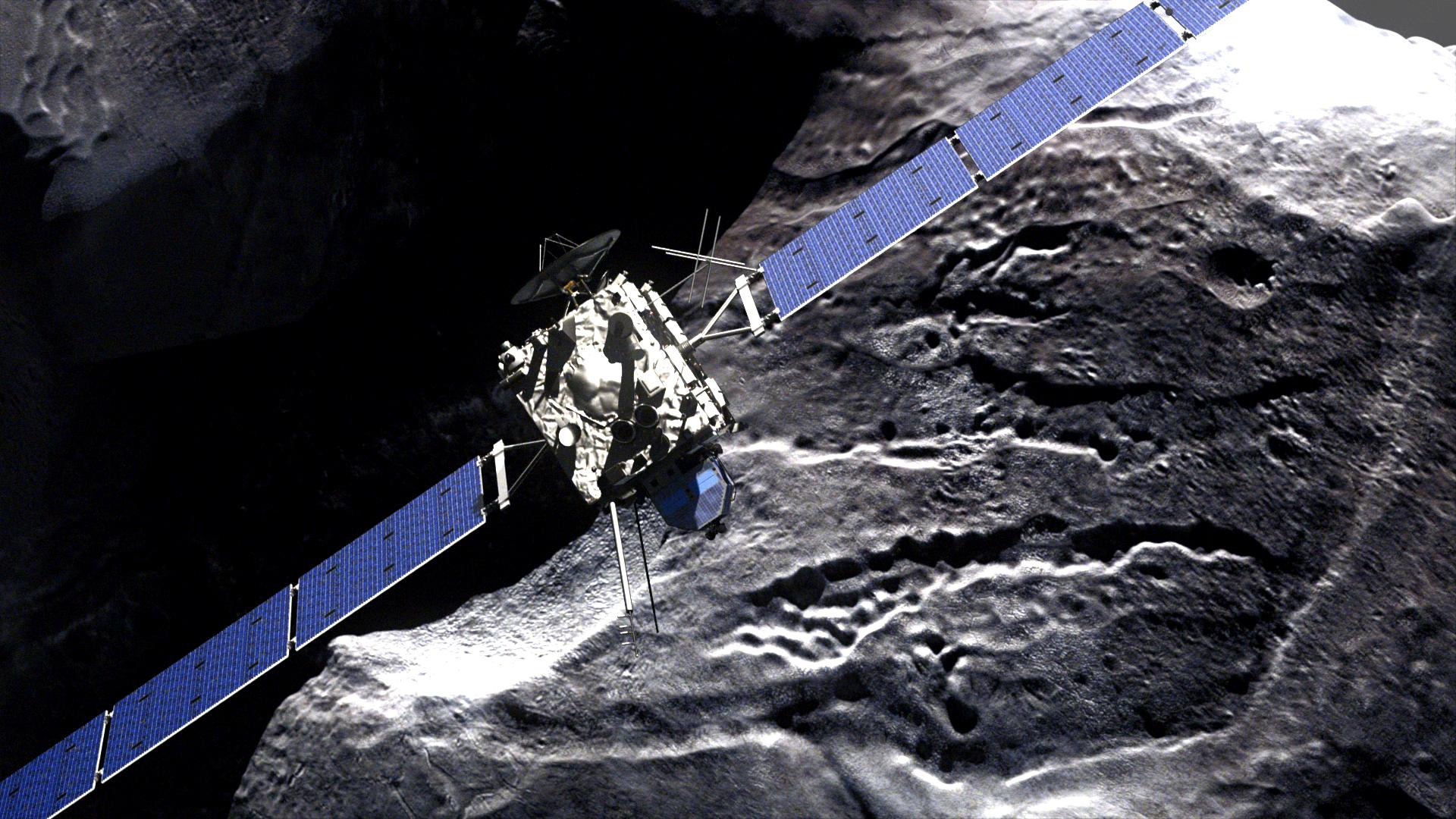
Rosetta

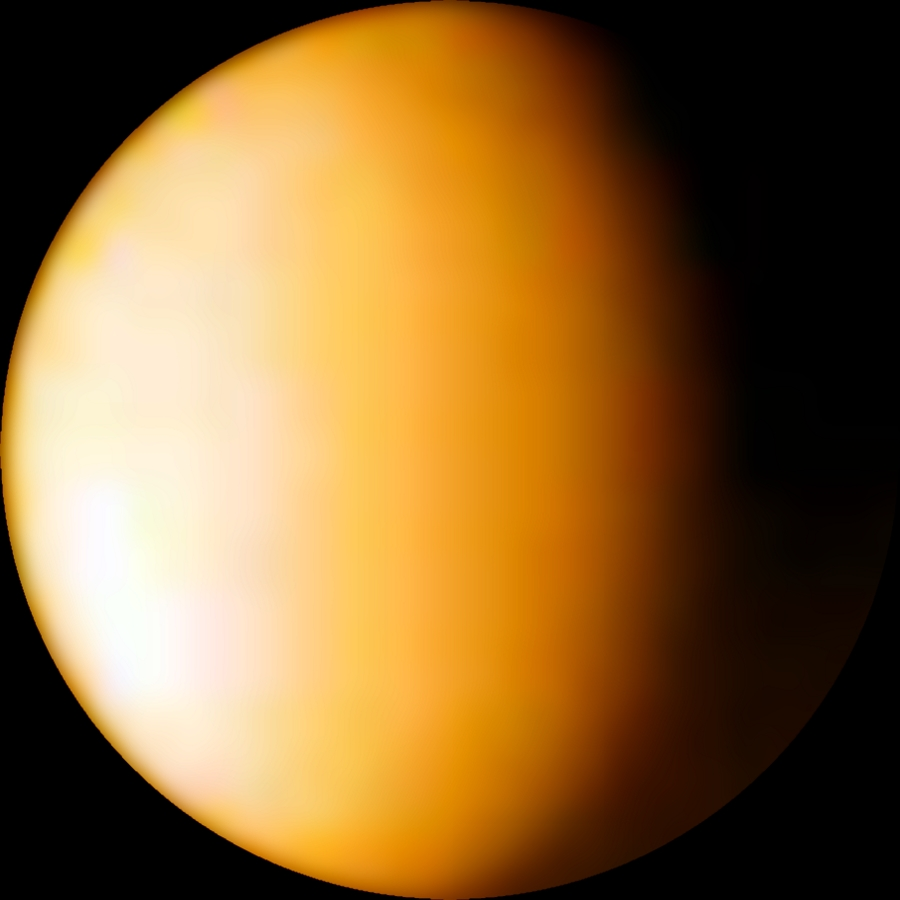
Imagen de Titán por el Voyager 1

Luisa María Lara López (Alcalá La Real, 9 de junio de 1966) es una astrofísica española. Desde 2010, es Investigadora Científica en el Instituto de Astrofísica de Andalucía (Consejo Superior de Investigaciones Científicas) (CSIC)  en el Departamento de Sistema Solar.
Su línea de investigación trata del estudio de atmósferas planetarias y exoplanetarias y de cometas mediante desarrollo de modelos físico-químicos y la exploración remota e in-situ de los cuerpos del Sistema Solar. Su trabajo se ha hecho especialmente visible gracias a su participación como investigadora en la misión Rosetta  de la Agencia Espacial Europea (ESA).

## Biografía
Nacida en Alcalá La Real (Jaén) asegura que la afición y el placer de mirar al cielo le fue transmitido por su madre, aprovechando la falta de alumbrado público en Puerto Lope, un pueblecito de Granada, que permitía mayor visibilidad. Una afición desde muy temprana edad: con apenas tres años ya le fascinaba el cielo, y contando siete tenía claro que quería dedicarse a la ciencia y al estudio de las estrellas de tal manera que se entretenía dibujando en cuadernos las diferentes fases de Venus que veía desde la terraza de casa -explica en una entrevista sobre su trayectoria-.
En Pinos Puente cursó educación secundaria, bachillerato en Íllora y COU ya en Granada donde fue a la universidad. Se licenció en Ciencías Físicas en la Universidad de Granada en 1989 y se doctoró en 1993.
Desde 2010, es Investigadora Científica del CSIC en el Instituto de Astrofísica de Andalucía (Granada) en el Departamento de Sistema Solar.
Durante 10 años, ha trabajado en diversas instituciones internacionales como el Observatorio de París en Meudon (Francia), el Instituto Max Planck para la investigación del sistema solar, en la Agencia Espacial Europea y en el Observatorio Astronómico Nacional de Japón en Tokio.
Además, ha desarrollado modelos teóricos de composición atmosférica para analizar los datos adquiridos por el telescopio espacial Herschel (de 2009 a 2013) de Titán, Júpiter, Urano y Neptuno. Estos modelos tratan de explicar el origen, evolución y abundancia de vapor de agua (entre otros compuestos)  proponiendo diferentes hipótesis, desde vaporización de micrometeoroides entrando en estas atmósferas, como impactos cometarios en dichas atmósferas. De esta forma, se persigue tener un escenario sólido que explique de forma coherente la presencia de compuestos oxigenados en estas atmósferas altamente reductoras.
Ha sido coordinadora adjunta del Área de Espacio en la Agencia Nacional de Evaluación y Prospectiva (ANEP), así como participado en comités nacionales e internacionales (Solar System Working Group of the European Space Agency, Miembro del Comité Científico del International Space Science Institute, Miembro del comité sénior Space Science Advisory Committee of the European Space Agency) para la gestión de la ciencia y la tecnología espacial. Desde 2018 es la única -y por tanto la primera- la mujer española Miembro de la International Academy of Astronautics)
Desde 2009 ha participado científica y técnicamente como investigadora y responsable técnica de instrumentos a bordo de las misiones Rosetta (Agencia Espacial Europea) al cometa 67P, Bepi Colombo (ESA- Japan Aerospace Exploration Agency (JAXA) ) para la exploración de Mercurio,  en Jupiter Icy Moons Explorer JUICE (ESA) para la exploración de Júpiter y de los satélites galileanos. Igualmente, ha formado parte de los equipos de definición científico-técnica de misiones espaciales NASA-ESA al sistema de Saturno, y de una misión ESA para traer a tierra material asteroidal. 
En 2018 formó parte del equipo proponente de la primera misión Fast de la European Space Agency, llamada Comet Interceptor, seleccionada por la ESA en el 2019 para lanzarse al espacio en el 2029 junto con el telescopio Ariel (ESA). Es miembro del Science Study Team (ESA) de la misión desde el 2020. Las tres naves de la misión interceptarán un cometa de período largo (LPC) o incluso un objeto interestelar que comience su viaje hacia el Sistema Solar interior. Es responsable tecnológica de la contribución española a cuatro (de los nueve) instrumentos que conforman la misión, siendo Co-IP de la cámara polarimétrica EnVisS. 
Igualmente, participa en la misión a Venus EnVision (ESA) en el desarrollo tecnológico de los instrumentos VenSpec suite siendo Co-IP del canal H que estudiará la atmósfera del planeta. 
Cuenta con cerca de trescientas publicaciones en revistas con sistema de arbitraje y más de 350 contribuciones a congresos internacionales.

## Publicaciones
- «TITAN». Colección ¿Qué sabemos de...?, número 10. Consejo Superior de Investigaciones Científicas.[6]
- "Our future? Space colonization & exploration".  Consejo Superior de Investigaciones Científicas.[6]